# Melitturga mongolica
Melitturga mongolica là một loài Hymenoptera trong họ Andrenidae. Loài này được Alfken mô tả khoa học năm 1936.